# Tsugio Matsuda
Tsugio Matsuda, född den 18 juni 1979 i Mie, är en japansk racerförare.

## Racingkarriär
Matsuda inledde sin karriär i formel Nippon redan 1998 då han även körde i det japanska F3-mästerskapet. Han satsade fullt ut på den större Nipponserien 2000, då han blev fyra. Efter fem relativt anonyma år blixtrade Matsuda till och blev tvåa 2006, innan han vann 2007 utan att ta en enda delseger. Året därpå upprepade han triumfen, men nu med fem delsegrar under 2008.